# Thysanoplusia
Thysanoplusia é um gênero de traça pertencente à família Arctiidae.